# World Reformed Fellowship
World Reformed Fellowship är en internationell gemenskap av konservativa reformerta, bildad den 24 oktober 2000 genom samgående mellan  World Fellowship of Reformed Churches och International Reformed Fellowship (vilka båda bildats 1994).

## Medlemskyrkor
- Aashish Presbyterian Church, Nepal
- Africa Evangelical Presbyterian Church
- Associate Reformed Presbyterian Church, USA
- Associated Presbyterian Churches Scotland
- Biblical Reformed Churches in Myanmar
- Christian Reformed Church in Nepal
- Christian Reformed Church in South Africa
- Christian Reformed Church in Sri Lanka
- Church of England in South Africa
- Egliese Protestante Reformee du Burundi
- l'Église réformée du Québec
- Evangelical Presbyterian Church (United States)
- Evangelical Presbyterian Church of Ivory Coast
- Evangelical Presbyterian Church of Malawi
- Evangelical Presbyterian Church of Myanmar
- Evangelical Presbyterian Church of Peru
- Evangelical Reformed Baptist Churches in Italy
- Evangelical Reformed Church in America
- Evangelical Reformed Church in the Democratic Republic of Congo
- Lithuanian Evangelical Reformed Church
- God's Healing Ministry, Nigeria
- Grace Presbyterian Church of Bangladesh
- Grace Presbyterian Church of New Zealand
- Greater Grace Ministry, Uganda
- Igreja Presbiteriana de Angola
- India Reformed Presbyterian Church
- International Peacemaking Church of Christ
- Mission Voile Déchiré, Elfenbenskusten
- Mount Zion Presbyterian Church of Sierra Leone
- National Presbyterian Church in Mexico
- Peace Church Bangladesh
- Presbyterian Church in America
- Presbyterian Church in the Eastern Democratic Republic of Congo
- Presbyterian Church in India
- Presbyterian Church in Uganda
- Presbyterian Church of Australia
- Presbyterian Church of Bangladesh
- Presbyterian Church in Bolivia
- Presbyterian Church of Brazil
- Presbyterian Church of the Philippines
- Presbyterian Church of Sierra Leone
- Presbyterian Church of South India
- Presbyterian Free Church of Central India
- The Protestant Church of Ambohimalaza-Firaisiana, Madagaskar
- Protestant Reformed Christian Church in Croatia
- Protestant Reformed Christian Church in Serbia
- Reformed Baptist Churches in North America
- Reformed Bible Churches of Trinidad and Tobago
- Reformed Church of India
- Reformed Church of Latin America
- Reformed Church of Nepal
- Reformed Community Churches in Myanmar
- Reformed Evangelical Church in Indonesia
- Reformed Evangelical Church of Myanmar
- Reformed Free Church in Germany
- Reformed Presbyterian Church in Africa (Uganda)
- Reformed Presbyterian Church in Africa (Rwanda)
- Reformed Presbyterian Church in Myanmar
- Reformed Presbyterian Church of India
- Reformed Presbyterian Church of Uganda
- Reformerta kyrkan i Sydafrika
- Smyrna House of Prayer Church in Bangladesh
- Sudanese Reformed Churches
- United Christian Church and Bible Institute, USA
- United Church of Christ in Colombia
- United Presbyterian Church of Pakistan
- United Reformed Church in Myanmar